# Tałaszmance
Tałaszmance lub Talašmance (maced. Талашманце) – wieś w północno-wschodniej Macedonii Północnej, w gminie Kratowo.